# جاوه
جاوه یکی از جزایر اندونزی است که از جنوب به اقیانوس هند و از شمال به دریای جاوا (بخشی از اقیانوس آرام) محدود می‌شود. با جمعیتی بالغ بر ۱۵۶٫۹ میلیون نفر، جاوا پرجمعیت‌ترین جزیره جهان است و حدود ۵۵٫۷٪ از جمعیت اندونزی را در خود جای داده است. پایتخت اندونزی، جاکارتا، در ساحل شمال غربی جاوا واقع شده است.
بسیاری از رویدادهای مشهور تاریخ اندونزی در جاوا رخ داده‌اند. این جزیره مرکز امپراتوری‌های قدرتمند هندو-بودایی، سلطان‌نشین‌های اسلامی و هسته اصلی مستعمره هلند شرقی بود. جاوا همچنین مرکز مبارزات استقلال‌طلبی اندونزی در دهه‌های ۱۹۳۰ و ۱۹۴۰ بود. این جزیره از نظر سیاسی، اقتصادی و فرهنگی بر اندونزی تسلط دارد. چهار مورد از هشت سایت میراث جهانی یونسکو در اندونزی در جاوا قرار دارند: پارک ملی اوجونگ کولون، معبد بروبودور، معبد پرامبانان و سایت انسان‌های اولیه سانگیران.
جاوا بر اثر فوران‌های آتشفشانی ناشی از فرورانش صفحه زمین‌ساختی استرالیا به زیر صفحه سوندا تشکیل شده است. این جزیره با مساحتی حدود ۱۳۲٬۵۹۸٫۷۷ کیلومتر مربع (شامل مادورا با ۵٬۴۰۸٫۴۵ کیلومتر مربع)، سیزدهمین جزیره بزرگ جهان و پنجمین جزیره بزرگ اندونزی از نظر وسعت است. رشته‌کوه‌های آتشفشانی، ستون فقرات شرقی-غربی این جزیره را تشکیل می‌دهند.
چهار زبان اصلی در این جزیره صحبت می‌شود: جاوه‌ای، سوندانی، مادوری و بتاوی. جاوه‌ای و سوندانی بیشترین گویشوران را دارند. گروه‌های قومی بومی جزیره شامل جاوه‌ای‌ها در بخش‌های مرکزی و شرقی و سوندانی‌ها در بخش‌های غربی هستند. مادوری‌ها در شرق جاوا مهاجرانی از جزیره مادورا هستند، در حالی که بتاوی‌ها در پایتخت جاکارتا ترکیبی از گروه‌های قومی مختلف اندونزی هستند. بیشتر ساکنان دوزبانه هستند و زبان اندونزیایی (زبان رسمی اندونزی) را به عنوان زبان اول یا دوم صحبت می‌کنند. در حالی که اکثر مردم جاوا مسلمان هستند، جمعیت این جزیره شامل افرادی با باورهای مذهبی، قومیت‌ها و فرهنگ‌های متنوع است.
جاوا به چهار استان اداری تقسیم می‌شود: بانتن، جاوه غربی، جاوه مرکزی و جاوه شرقی، و دو منطقه ویژه، جاکارتا و یوگیاکارتا.

## واژه‌شناسی جاوه
ریشه نام «جاوا» مشخص نیست. این جزیره ممکن است از روی گیاه jáwa-wut نامگذاری شده باشد که گفته می‌شد در آن زمان در جزیره رایج بود و قبل از هندی شدن این جزیره نام‌های مختلفی داشت.
منابع احتمالی دیگری نیز وجود دارد: کلمه jaú و تغییرات آن به معنای «فراتر» یا «دور» است و در سانسکریت یاوا به معنای جو است، گیاهی که جزیره به آن شهرت داشته است. "Yavadvipa" در اولین حماسه هند، رامایانا، ذکر شده است. سوگریوا، رئیس ارتش راما، افراد خود را به یاوادویپا، جزیره جاوه، در جستجوی سیتا فرستاد.
از این رو در هند با نام سانسکریت "yavaka dvīpa" (dvīpa = جزیره) نامیده می‌شد. جاوا در متن باستانی تامیل Manimekalai توسط Chithalai Chathanar ذکر شده است که بیان می‌کند که جاوه پادشاهی با پایتختی به نام ناگاپورام داشت. منبع دیگری بیان می‌کند که کلمه جاوا از یک کلمه ریشه ای پروتو-استرونزی به معنای خانه گرفته شده است. جزیره بزرگ Iabadiu یا Jabadiu در جغرافیای بطلمیوس که در حدود سال ۱۵۰ پس از میلاد در امپراتوری روم نوشته شده است ذکر شده است. گفته می‌شود ایابادیو به معنای «جزیره جو»، غنی بودن از طلا، و داشتن شهر نقره ای به نام آرگیرا در انتهای غربی است. این نام نشان دهنده جاوا است و به نظر می‌رسد از نام سانسکریت Java-dvipa (Yavadvipa) گرفته شده باشد.
در اخبار سالانه سونگشو و لیانگشو (قرن پنجم میلادی) به جاوه به عنوان 闍婆 (ش-پو یا شی-بو)، ه لینگ (۶۴۰–۸۱۸) اشاره می‌کرد، سپس آن را دوباره تا زمان سلسله یوان ش-پو نامیدند. طبق کتاب Ma Huan (Yingya Shenlan)، چینی‌ها جاوا را Chao-Wa می‌نامیدند و این جزیره را در گذشته She-po می‌نامیدند.
سلیمان التاجیر الصرافی دو جزیره قابل توجه را که عربستان و چین را از هم جدا می‌کرد ذکر کرده است: یکی الرمی ۸۰۰ فرسخی است که به عنوان سوماترا شناخته می‌شود و دیگری زباج (به عربی: الزابج، اندونزیایی: Sabak)، ۴۰۰ فرسخ. در طول، به عنوان جاوا شناخته شده است. هنگامی که جان ماریگنولی از چین به آوینیون بازگشت، چند ماه در پادشاهی سابا ماند، که به گفته او فیل‌های زیادی داشت و توسط یک ملکه رهبری می‌شد. سابا ممکن است تفسیر او از She-bó باشد.

## جغرافیا
جاوه بین سوماترا در غرب و بالی در شرق قرار دارد. بورنئو در شمال قرار دارد و جزیره کریسمس در جنوب. سیزدهمین جزیره بزرگ جهان است. جاوه از شمال توسط دریای جاوه، از غرب با تنگه سوندا، از جنوب با اقیانوس هند و از شرق با تنگه بالی و تنگه مادورا احاطه شده است.

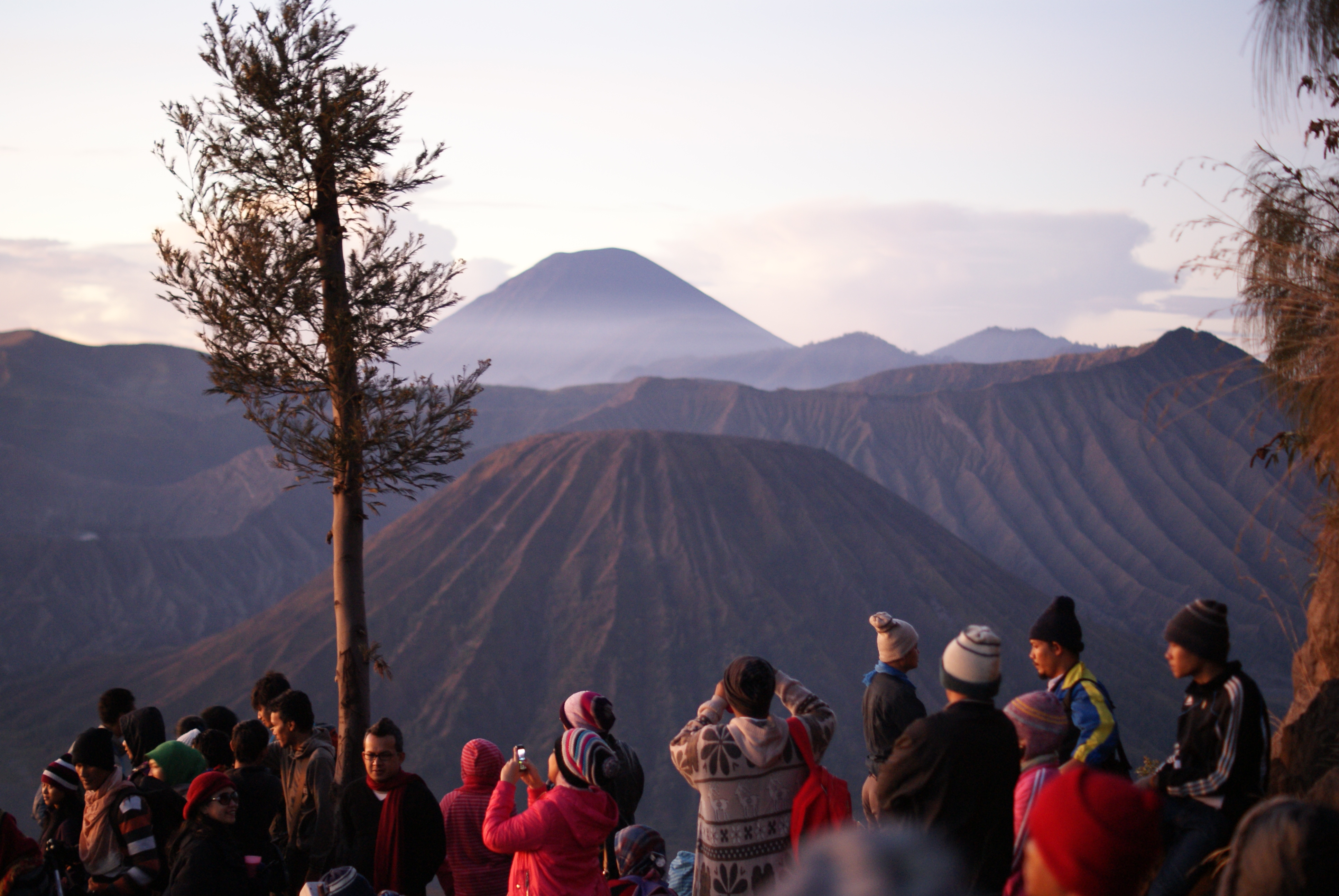
کوه برومو

جاوا تقریباً به‌طور کامل منشأ آتشفشانی دارد. این شامل سی و هشت کوه است که ستون فقرات شرقی-غربی را تشکیل می‌دهند که در یک زمان آتشفشان فعال بوده‌اند. بلندترین آتشفشان جاوه کوه سمرو با ارتفاع ۳۶۷۶ متر (۱۲۰۶۰ فوت) است. فعال‌ترین آتشفشان در جاوه و همچنین در اندونزی کوه مراپی با ارتفاع ۲۹۳۰ متر (۹۶۱۰ فوت) است. در مجموع جاوا بیش از ۱۵۰ کوه دارد.
کوه‌ها و ارتفاعات جاوه، فضای داخلی را به یک سری از مناطق نسبتاً منزوی مناسب برای کشت مرطوب برنج تقسیم می‌کند. زمین‌های برنج جاوه از حاصل خیزترین زمین‌های جهان است. جاوا اولین جایی بود که قهوه اندونزیایی در آن کشت شد و از سال ۱۶۹۹ شروع شد. امروزه قهوه عربیکا در فلات ایجن توسط مالکان کوچک و مزارع بزرگتر کشت می‌شود.
مساحت جاوه حدود ۱۵۰۰۰۰ کیلومتر مربع (۵۸۰۰۰ مایل مربع) است. طول آن حدود ۱۰۰۰ کیلومتر (۶۲۰ مایل) و عرض آن تا ۲۱۰ کیلومتر (۱۳۰ مایل) است. طولانی‌ترین رودخانه جزیره، رودخانه سولو به طول ۶۰۰ کیلومتر است. این رودخانه از سرچشمه خود در جاوه مرکزی در آتشفشان لاو سرچشمه می‌گیرد، سپس به سمت شمال و شرق به سمت دهانه خود در دریای جاوه در نزدیکی شهر سورابایا جریان می‌یابد. رودهای اصلی دیگر برانتاس، سیتاروم، سیمانوک و سرایو هستند.
میانگین دما از ۲۲ درجه سانتیگراد (۷۲ درجه فارنهایت) تا ۲۹ درجه سانتیگراد (۸۴ درجه فارنهایت) متغیر است. میانگین رطوبت ۷۵ درصد است. دشت‌های ساحلی شمالی معمولاً گرمتر هستند و در فصل خشک به‌طور متوسط ۳۴ درجه سانتیگراد (۹۳ درجه فارنهایت) در طول روز هستند. سواحل جنوبی به‌طور کلی خنک تر از شمال است، و مناطق مرتفع در داخل حتی خنک تر است. فصل مرطوب از نوامبر شروع می‌شود و در آوریل به پایان می‌رسد. در طول آن باران بیشتر در بعدازظهرها و به‌طور متناوب در سایر بخش‌های سال می‌بارد. مرطوب‌ترین ماه‌ها ژانویه و فوریه هستند.
جاوای غربی مرطوب تر از جاوه شرقی است و مناطق کوهستانی بارندگی بسیار بیشتری دریافت می‌کنند. ارتفاعات پاراهیانگان جاوه غربی سالانه بیش از ۴۰۰۰ میلی‌متر (۱۶۰ اینچ) دریافت می‌کند، در حالی که سواحل شمالی جاوه شرقی سالانه ۹۰۰ میلی‌متر (۳۵ اینچ) دریافت می‌کند.

## طبیعت جاوه

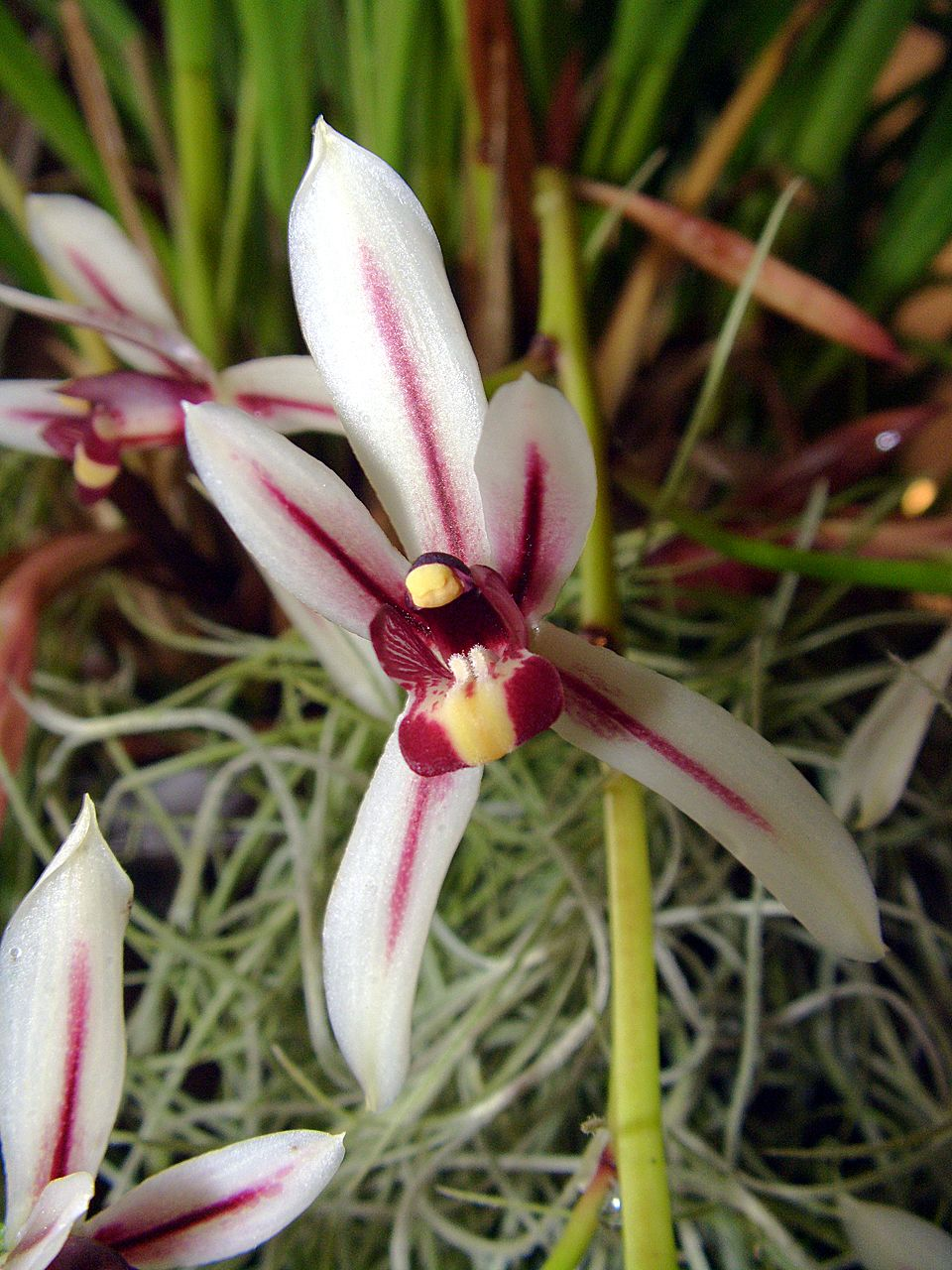
یک نوع گل ارکیده در جاوه

جاوه جزیره ای است که تنوع زیستی زیادی دارد. محیط طبیعی جاوه جنگل‌های بارانی استوایی است، با اکوسیستم‌هایی از جنگل‌های مانگرو ساحلی در ساحل شمالی، صخره‌های ساحلی صخره ای در ساحل جنوبی و جنگل‌های استوایی کم ارتفاع تا جنگل‌های بارانی با ارتفاع بالا در دامنه‌های مناطق آتشفشانی کوهستانی در داخل. محیط و آب و هوای جوان به تدریج از غرب به شرق تغییر می‌کند. از جنگل‌های بارانی متراکم مرطوب و مرطوب در بخش‌های غربی، تا محیط خشک ساوانایی در شرق، متناسب با اقلیم و بارندگی در این مناطق.
حیات وحش جاوه در ابتدا از یک تنوع زیستی غنی حمایت می‌کرد، جایی که تعداد گونه‌های بومی گیاهی و جانوری در آن شکوفا شدند. مانند کرگدن، بانتنگ، خوک زگیل، شاهین، طاووس، گیبون نقره ای، لوتانگ، موش-گوزن، روسا، و پلنگ.
جاوه با بیش از ۴۵۰ گونه پرنده و ۳۷ گونه بومی، بهشت تماشاگران پرنده است. در جاوه حدود ۱۳۰ گونه ماهی آب شیرین وجود دارد. همچنین چندین گونه دوزیست بومی در جاوه وجود دارد، از جمله ۵ گونه قورباغه درختی.
از زمان‌های قدیم، مردم در میان جنگل‌های بارانی راه باز کرده‌اند، اکوسیستم را تغییر داده‌اند، مناظر را شکل داده‌اند و برای حمایت از جمعیت رو به رشد، شالیزار و تراس برنج ایجاد کرده‌اند. تراس‌های برنج جاوان بیش از یک هزار سال است که وجود داشته و از پادشاهی‌های کشاورزی باستانی پشتیبانی می‌کرده است. جمعیت فزاینده انسانی فشار شدیدی بر حیات وحش جاوه وارد کرده است، زیرا جنگل‌های بارانی کاهش یافته و به دامنه‌های ارتفاعات یا شبه جزیره‌های منزوی محدود شده‌اند. برخی از گونه‌های بومی جاوا اکنون به شدت در معرض خطر هستند و برخی از آنها در حال انقراض هستند. جاوا قبلاً ببرهای جاوه و فیل‌های جاوه داشت، اما هر دو منقرض شده‌اند. امروزه چندین پارک ملی در جاوه وجود دارد که از بقایای حیات وحش شکننده آن محافظت می‌کند.

## زبان
زبان‌های اندونزیایی، جاوه‌ای، سوندایی، مادورایی و بالیایی در جاوه رایج هستند.

## دین
بیش از ۹۰ درصد مردم جاوه مسلمان هستند. اقلیت‌های هندو و مسیحی نیز دراین جزیره ساکن هستند. 

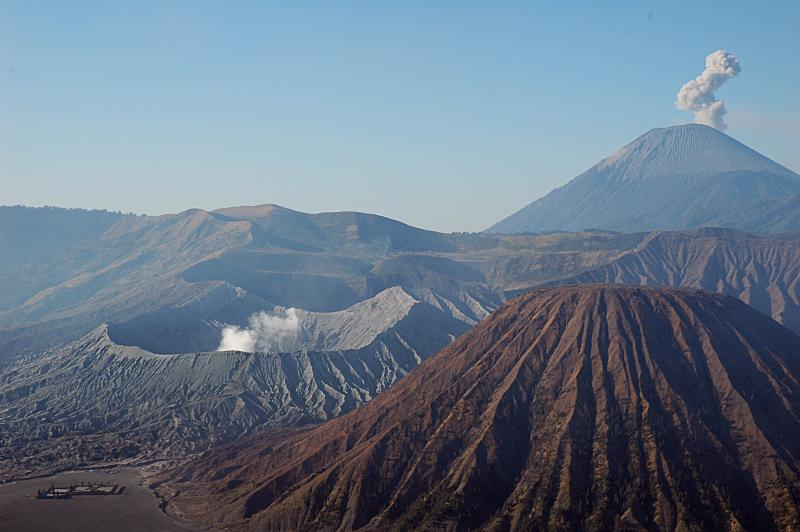
کوه‌های سمرو و برومو در قسمت شرق جاوه